# Heteropterys
Heteropterys es uno de los 75 géneros de la familia Malpighiaceae, del orden de Malpighiales. Heteropterys comprende 140 especies de vides, arbustos y pequeños árboles nativos de los trópicos del Nuevo Mundo, México, centro-norte de Argentina y sudeste de Brasil. H. leona, se encuentra en la costa oeste de África de Senegal a Angola. 

## Descripción
Son enredaderas leñosas, arbustos o árboles pequeños; con estípulas muy pequeñas, triangulares y persistentes. Las hojas son opuestas o rara vez alternas o verticiladas, generalmente con glándulas en el pecíolo o lámina, o en ambos. Las inflorescencias se presentan en forma de umbelas, corimbos o pseudoracimos. Los pétalos de color amarillo o rosa o rosa y blanco en la mayoría de las especies. El fruto es seco, se separa en 3 sámaras.

## Taxonomía
El género fue descrito por Carl Sigismund Kunth y publicado en Nova Genera et Species Plantarum (quarto ed.)  5: 163 en el año 1822.  La especie tipo es Heteropterys purpurea (L.) Kunth.
Citología
El número de cromosomas : n = 10 ( Anderson, 1993)

## Especies
| - Heteropterys actinoctenia - Heteropterys admirabilis - Heteropterys aenea - Heteropterys aequatorialis - Heteropterys alata - Heteropterys aliciae - Heteropterys alternifolia - Heteropterys amplexicaulis - Heteropterys andersonii - Heteropterys andina - Heteropterys anoptera - Heteropterys arenaria - Heteropterys argyrophaea - Heteropterys atabapensis - Heteropterys aureonitens - Heteropterys aureosericea - Heteropterys ayacuchensis - Heteropterys bahiensis - Heteropterys banksiifolia - Heteropterys berteroana - Heteropterys bicolor - Heteropterys biglandulosa - Heteropterys bopiana - Heteropterys brachiata - Heteropterys brasiliensis - Heteropterys brunnea - Heteropterys bullata - Heteropterys buricana - Heteropterys byrsonimifolia - Heteropterys caducibracteata - Heteropterys campestris - Heteropterys canaminensis - Heteropterys capixaba - Heteropterys cardiophylla - Heteropterys catingarum - Heteropterys catoptera - Heteropterys chrysophylla - Heteropterys ciliata - Heteropterys cochleosperma - Heteropterys coleoptera - Heteropterys colombiana - Heteropterys complicata - Heteropterys conformis - Heteropterys cordifolia - Heteropterys coriacea - Heteropterys cotinifolia - Heteropterys crenulata - Heteropterys crinigera - Heteropterys cristata - Heteropterys cuatrecasasii - Heteropterys cultriformis - Heteropterys dichromocalyx - Heteropterys dumetorum - Heteropterys dusenii - Heteropterys eglandulosa - Heteropterys escalloniifolia - Heteropterys falcifera - Heteropterys floridana - Heteropterys fluminensis - Heteropterys fragilis - Heteropterys fruticosa - Heteropterys fulva - Heteropterys gentlei - Heteropterys glabra - Heteropterys glazioviana - Heteropterys grandiflora - Heteropterys guianensis - Heteropterys hammelii - Heteropterys hatschbachii - Heteropterys hoffmanii - Heteropterys huberi - Heteropterys hypericifolia - Heteropterys imperata - Heteropterys intermedia - Heteropterys jardimii - Heteropterys krapovickasii | - Heteropterys laurentii - Heteropterys laurifolia - Heteropterys leona - Heteropterys leschenaultiana - Heteropterys lindeniana - Heteropterys lindleyana - Heteropterys lonicerifolia - Heteropterys macradena - Heteropterys macrostachya - Heteropterys magnifica - Heteropterys maguirei - Heteropterys marginata - Heteropterys marleneae - Heteropterys matthewsana - Heteropterys megaptera - Heteropterys minutiflora - Heteropterys molesta - Heteropterys mollis - Heteropterys mulgurae - Heteropterys multiflora - Heteropterys murcapiresii - Heteropterys neblinensis - Heteropterys nervosa - Heteropterys nitida - Heteropterys nordestina - Heteropterys oberdanii - Heteropterys oblongifolia - Heteropterys obovata - Heteropterys occhionii - Heteropterys ocellata - Heteropterys oligantha - Heteropterys olivacea - Heteropterys orinocensis - Heteropterys ovata - Heteropterys oxenderi - Heteropterys palmeri - Heteropterys panamensis - Heteropterys pannosa - Heteropterys patens - Heteropterys pauciflora - Heteropterys perplexa - Heteropterys prancei - Heteropterys procoriacea - Heteropterys prunifolia - Heteropterys pteropetala - Heteropterys purpurea - Heteropterys quetepensis - Heteropterys racemosa - Heteropterys reticulata - Heteropterys rhopalifolia - Heteropterys riparia - Heteropterys rubiginosa - Heteropterys rudasii - Heteropterys rufula - Heteropterys sanctorum - Heteropterys schulziana - Heteropterys sericea - Heteropterys sessilifolia - Heteropterys siderosa - Heteropterys sincorensis - Heteropterys standleyana - Heteropterys steyermarkii - Heteropterys subhelicina - Heteropterys sylvatica - Heteropterys syringifolia - Heteropterys ternstroemiifolia - Heteropterys thyrsoidea - Heteropterys tomentosa - Heteropterys trichanthera - Heteropterys trigoniifolia - Heteropterys umbellata - Heteropterys uribei - Heteropterys velutina - Heteropterys wiedeana - Heteropterys wydlerana - Heteropterys xanthophylla |